# Мартюшева, Анастасия Васильевна
Анастаси́я Васи́льевна Мартюшева (род. 17 марта 1995, Пермь) — российская фигуристка, выступающая в парном катании с Алексеем Рогоновым Она — бронзовый призёр чемпионата России 2012 года, чемпионка России среди юниоров 2009 года и серебряный призёр чемпионата мира среди юниоров 2009 года.
По состоянию на ноябрь 2012 года пара занимала 29-е место в рейтинге ISU.

## Карьера

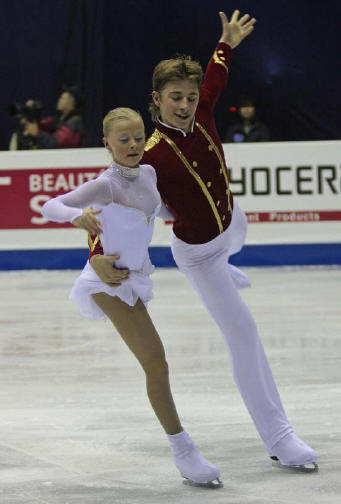
Анастасия Мартюшева и Алексей Рогонов на финале Гран-при сезона 2008—2009.

Анастасия Мартюшева начала заниматься фигурным катанием в Перми у Светланы Король. С Алексеем Рогоновым они объединились в пару в 2006 году и переехали из Перми в Москву для работы во вновь образованной группе Натальи Павловой.
У пары довольно большая для юниорского катания разница в возрасте — из-за чего возникают определённые трудности. Ещё в сезоне 2007—2008 года они завоевали бронзовые медали чемпионата России среди юниоров, но не смогли участвовать в международных турнирах из-за возрастного лимита ИСУ, согласно которому, до турниров юниоров допускаются спортсмены достигшие на 1 июля предшествующего года возраста 13-ти лет, а Анастасии было только 12. Подобные проблемы ждут пару и в сезоне 2009—2010, так как тогда уже Алексею исполнится 21 год и он, по правилам, не сможет выступать на юниорском уровне. В то же время, Анастасия которой не будет к тому времени 15-ти не сможет быть допущена к основным «взрослым» соревнованиям (она может участвовать в Гран-при, но не сможет в чемпионатах Европы и мира).
В сезоне 2008—2009 пара участвовала юниорской серии Гран-при, выиграла этап в Великобритании и стала третьей в Мексике, отобравшись таким образом в финал, где стала четвёртой. На чемпионате России 2009 года они были шестыми, а юниорский чемпионат страны выиграли. На чемпионате мира среди юниоров 2009 года, после короткой программы занимали низкое 11-е место, но в произвольной собрались, выиграли этот вид программы и по сумме баллов стали вторыми следом за другой российской парой Любовью Илюшечкиной и Нодари Маисурадзе. В начале олимпийского сезона пара неплохо начала выступать, в том числе и на Мемориале Ондрея Непелы, однако затем пара прекратила деятельность.
С мая 2014 Мартюшева пробовала встать в пару с Александром Коровиным. Однако у пары не получилось скататься. Далее Анастасия попыталась кататься с венгерским фигуристом Марком Магуаром. С июня 2015 года встала в пару с Егором Закроевым.

## Программы
(с А.Рогоновым)
| Сезон       | Короткая программа                                                           | Произвольная программа                                                                                    | Показательные выступления        |
| ----------- | ---------------------------------------------------------------------------- | --- | -------------------------------- |

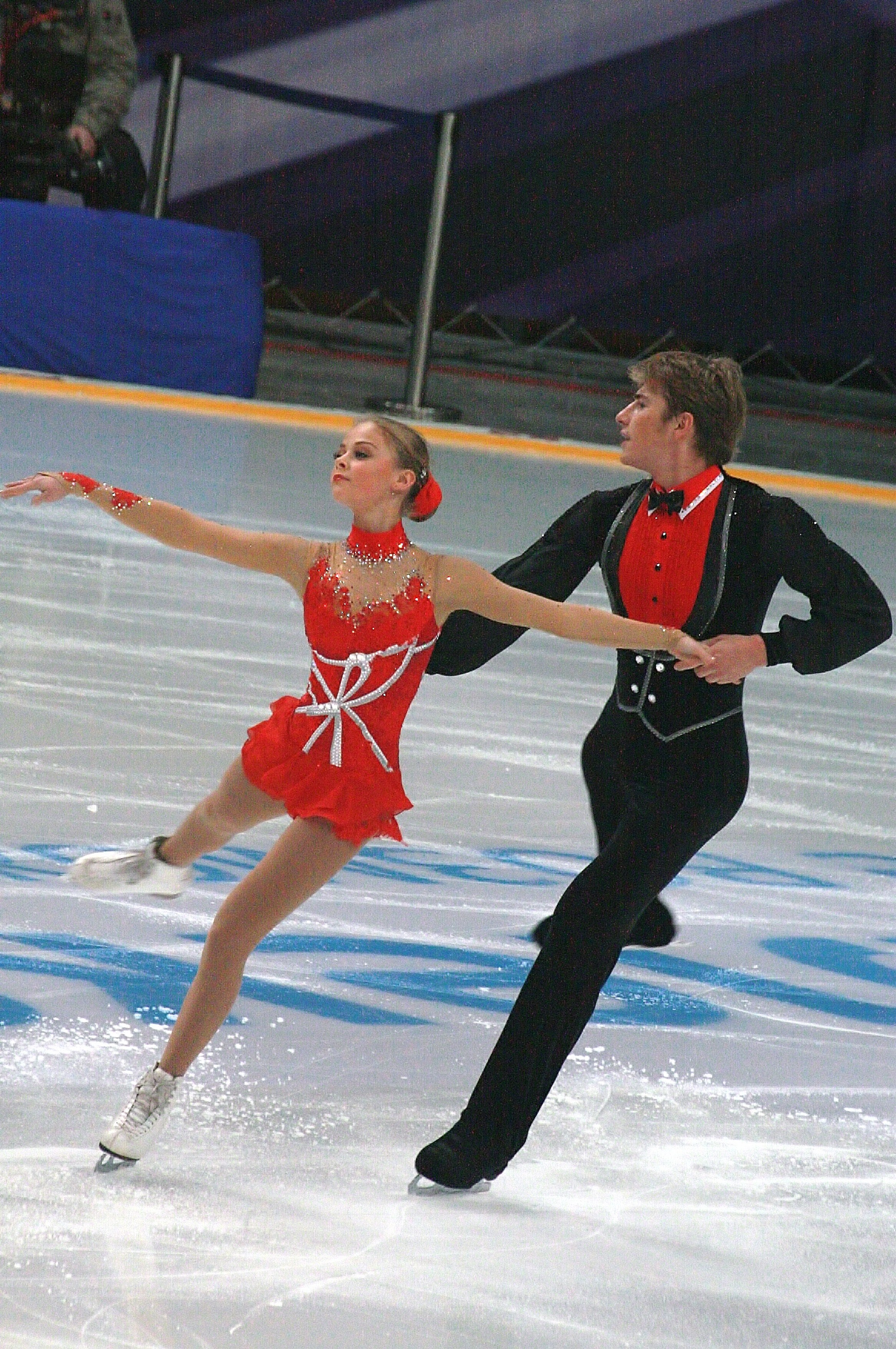
Мартюшева/Рогонов на Rostelecom Cup в 2012

| 2013—2014   | - Сарабанда исполнение Escala хореографы: Сергей Комолов, Алексей Железников | - Les Feuilles Mortes (Autumn Leaves) исполнение Андре Рье хореографы: Сергей Комолов, Алексей Железников |                                  |
| 2012—2013 < | - Cornish Rhapsody Хьюберт Бат                                               | - Саундтрек к к/ф «Миссия» Эннио Морриконе                                                                | - Hello Лайонел Ричи             |
| 2011—2012   | - Зима Антонио Вивальди                                                      | - Leningrad Уильям Джозеф - Ange et Démon Максим Родригес                                                 |                                  |
| 2010—2011   | - Flamenco                                                                   | - Спящая красавица П. И. Чайковский                                                                       |                                  |
| 2009—2010   | - Flamenco                                                                   | - Спящая красавица П. И. Чайковский                                                                       |                                  |
| 2008—2009   | - Коробушка (русская народная песня) исполнение Bond                         | - Щелкунчик П. И. Чайковский                                                                              | - Pájaro Campana Рауль ди Блазио |

## Спортивные достижения
(с А.Рогоновым)
| Соревнования                              | 2007—2008 | 2008—2009 | 2009—2010 | 2010—2011 | 2011—2012 | 2012—2013 | 2013—2014 |
| ----------------------------------------- | --------- | --------- | --------- | --------- | --------- | --------- | --------- |
| Чемпионаты мира среди юниоров             |           | 2         |           |           |           |           |           |
| Чемпионаты России                         |           | 6         | 9         | 9         | 3         | 6         |           |
| Чемпионаты России среди юниоров           | 3         | 1         |           |           |           |           |           |
| Этапы Гран-при: Cup of China              |           |           |           |           |           |           | 7         |
| Этапы Гран-при: NHK Trophy                |           |           |           |           |           | 5         | 7         |
| Этапы Гран-при: Rostelecom Cup            |           |           | 7         |           |           | 5         |           |
| Мемориал Ондрея Непелы                    |           |           |           |           |           | 1         | 2         |
| Lombardia Trophy                          |           |           |           |           |           |           | 2         |
| Золотой конёк Загреба                     |           |           | 2         | 1         | 1         |           |           |
| Warsaw Cup                                |           |           |           |           | 1         |           |           |
| Финалы юниорского Гран-при                |           | 4         |           |           |           |           |           |
| Этапы юниорского Гран-при, Мексика        |           | 3         |           |           |           |           |           |
| Этапы юниорского Гран-при, Великобритания |           | 1         |           |           |           |           |           |